# Bernat Estrús
Bernat Estrús o Estruç (Girona?, segle xv) va ser un poeta català.
Identificat amb un donzell que va lluitar a l'armada del rei Alfons el Magnànim i que el 1457 va ser procurador fiscal de Girona. D'acord amb aquesta afirmació, era fill de Bernat Estrús, membre del braç militar, i de Margarida, i es casà amb Elionor Miquel, dona procedent d'una família burgesa gironina. Va morir el 7 de setembre de 1501, a Lleida.
Va ser autor d'unes Cobles de gran devoció e contemplació a glòria e labor de Nostre Senyor Déu Jesuchrist e de la Sacratíssima Verge Maria mare sua (Girona, 1501), una composició d'un total de setanta cobles de nou versos de síl·labes i una tornada de cinc, de to ascètic i amb confessions personals, que retraten el testimoni d'un home desenganyat del món.